# Acropeltates kerteszi
Acropeltates kerteszi är en tvåvingeart som beskrevs av Szilady 1929. Acropeltates kerteszi ingår i släktet Acropeltates och familjen vapenflugor.
Artens utbredningsområde är Costa Rica. Inga underarter finns listade i Catalogue of Life.